# Soket Laok
Soket Laok is een bestuurslaag in het regentschap Bangkalan van de provincie Oost-Java, Indonesië. Soket Laok telt 3020 inwoners (volkstelling 2010).